# Tyler Roberts
Tyler D'Whyte Roberts (ur. 12 stycznia 1999 w Gloucester) – walijski piłkarz występujący na pozycji napastnika w angielskim klubie Leeds United oraz w reprezentacji Walii. Wychowanek West Bromwich Albion, w trakcie swojej kariery grał także w takich klubach, jak Oxford United, Shrewsbury Town oraz Walsall.